# 토마토 (드라마)
《토마토》는 1999년 4월 21일부터 1999년 6월 10일까지 방송된 SBS 드라마 스폐셜이다.

## 등장 인물

### 주요 인물
- 김희선 : 이한이 역

여주인공. 혜성제화 구두 디자이너. 전문대 졸업 후 혜성제화 거리 매장 점원으로 2년간 일했다. 승준의 목숨을 구해준 은인. 친구 유나가 전세금을 날려먹자 전셋집에 새로 들어온 승준과 기묘한 동거를 시작한다.
- 김석훈 : 차승준 역

혜성제화 사주 외아들. 소신 있고 양심적인 변호사로 무료변호를 도맡는다. 세라를 자신을 구해준 은인으로 오해하지만, 점점 한이에게 끌리는 자신을 발견한다.
- 김지영 : 윤세라 역

테라제화 구두 디자이너이자 상품기획부장. 겉보기엔 예의 바르고 겸손하지만, 질투심에 불타는 두 얼굴의 여자. 한이와는 고교동창 사이. 사촌동생인 승준에게 의도적으로 접근한다.

### 주변 인물
- 오서운 → 박원숙 : 성영숙 역 - 혜성제화 사장, 승준의 어머니
- 김자옥 : 나혜자 역 - 테라제화 사장, 세라의 어머니
- 김상중 : 차기준 역 - 혜성제화 본부장, 세라와 연인 관계
- 조형기 : 마 비서 역 - 테라제화 비서 (1 ~ 10회)
- 장정희 : 주정희 역 - 승준 변호사 사무실 사무장
- 김유리 : 엄유나 역 - 가수 지망생, 호태와 연인 관계
- 김진 : 윤호태 역 - 세라의 오빠, 호유기획 대표

### 그 외 인물
- 신구 : 최기감 역 - 혜성제화 제작실 기감
- 전원주 : 방은심 역 - 영숙과 혜자의 친한 언니
- 김영철 : 양 대리 역 - 혜성제화 제작실 대리
- 방경림 → 김희정 : 홍진아 역 - 디자인실 팀장
- 오주은 : 디자인1 역 - 디자인실 직원
- 김민조 : 디자인2 역 - 디자인실 직원
- 이상은 : 간호사 역 - 승준이 입원한 병원 간호사 (1, 14회)
- 이승형 : 의사 역 - 승준이 입원한 병원 의사 (1회)
- 정원중 : 미술교사 역 - 한이의 고교시절 선생님 (2회)
- 박광정 : 작곡가 역 - 유나의 작곡가, 호태의 친한 형 (2, 13, 14회)
- 김소원 : 원장 역 - 한이가 봉사하는 어린이집의 원장 (2, 14회)
- 박미선 : 사회자 역 - 서일 미대 동문회 경매사 (3회)
- 윤기원 : CF감독 역 (4회)
- 공형진 : 조감독 역 (5회)
- 신국 : 꽃집 주인 역 (5회)
- 고미영 : 조미정 역 - 첼리스트 (6회)
- 박주아 : 황 여사 역 - 한식집 주인 (6회)
- 김용건 : 김혁 역 - 서일 미대 교수, 영숙과 혜자의 선배 (9회 ~ 16회)
- 박종설 : 옥공예점 직원 역 (12회)
- 박영태 : 한이 부 역 (15회)
- 김지선 : 혜진 역 - 한이 아버지의 옆집 아이 (15회)
- 김단비 : 김다희 역
- 배동성
- 한희
- 박칠용
- 문회원
- 홍순창
- 남영진
- 박영지
- 이기열
- 양재성
- 국정환
- 정종준
- 조성규
- 최명수
- 김호영
- 송금식
- 황미선
- 이진아
- 오아랑
- 김홍석
- 성명신
- 신현숙
- 권도경
- 민경조
- 성창수
- 한근욱
- 유형관
- 박병선
- 박형재
- 방경림 : 미스 정 역
- 송지은 : 미스 송 역
- 김명민
- 김남진
- 김충렬
- 임채연
- 장은비
- 조성범
- 정욱
- 원기준
- 이한갈
- 성창훈
- 송희아
- 양은용
- 김준우
- 박병훈
- 신은정
- 조선주
- 이은희
- 이경화
- 박성혜
- 최성호
- 이상훈
- 편일태
- 조권탁
- 이희정
- 박미영
- 김유철
- 김용현
- 김용헌
- 라재웅
- 허성일
- 최진홍
- 현규환
- 김명진
- 김주혁 : 이규진 역
- 김미희
- 박윤현
- 황정미

## 수상
- 1999년 SBS 연기대상 10대 스타상, 남자 우수상 김석훈
- 2000년 SBS 연기대상 SBSi상, 빅스타상 김희선
- 1999년 SBS 연기대상 우수 조연상 김자옥, 박원숙
- 1999년 SBS 연기대상 공로상 전원주
- 1999년 백상예술대상 TV부문 인기상 김희선

## 참고 사항
- 김지영이 맡았던 윤세라 역은 당초 이혜영이 낙점됐지만 스케줄 문제 때문에 고사했다.[1]
- 김희선은 캐스팅되기 전 KBS 2TV 《유정》에 출연할 계획이었지만 최종적으로 해당 드라마 출연을 결정했다.[2]
- 당초 제목으로는 '유리구두', '하이힐' 등이 거론되었으나 '유리'의 느낌이 든다는 이유 탓인지 변경했다.[3]
- 김자옥이 맡은 '나혜자' 역은 당초 '나혜연'이라는 이름으로 설정되어 있었으나 첫방송 전 변경되었다.
- 극본을 쓴 이희명 작가는 자신의 히트작 <미스터Q>와 비슷한 스토리를 썼다는 비판을 받았다.[4] 또한, 일본 만화 '해피'를 표절했다는 의혹을 받았다.[5]
- 전작 <청춘의 덫>에 이어 50%의 시청률을 기록하며 폭발적 인기를 끌었다. 그러나 1999년 최악의 드라마 3위에 선정되는 불명예를 안았다.[6]